# Arcon
Arcon là một xã trong tỉnh Loire miền trung nước Pháp.

## Points of interest
- Arboretum des Grands Murcins